# Pfarrkirche Pustritz

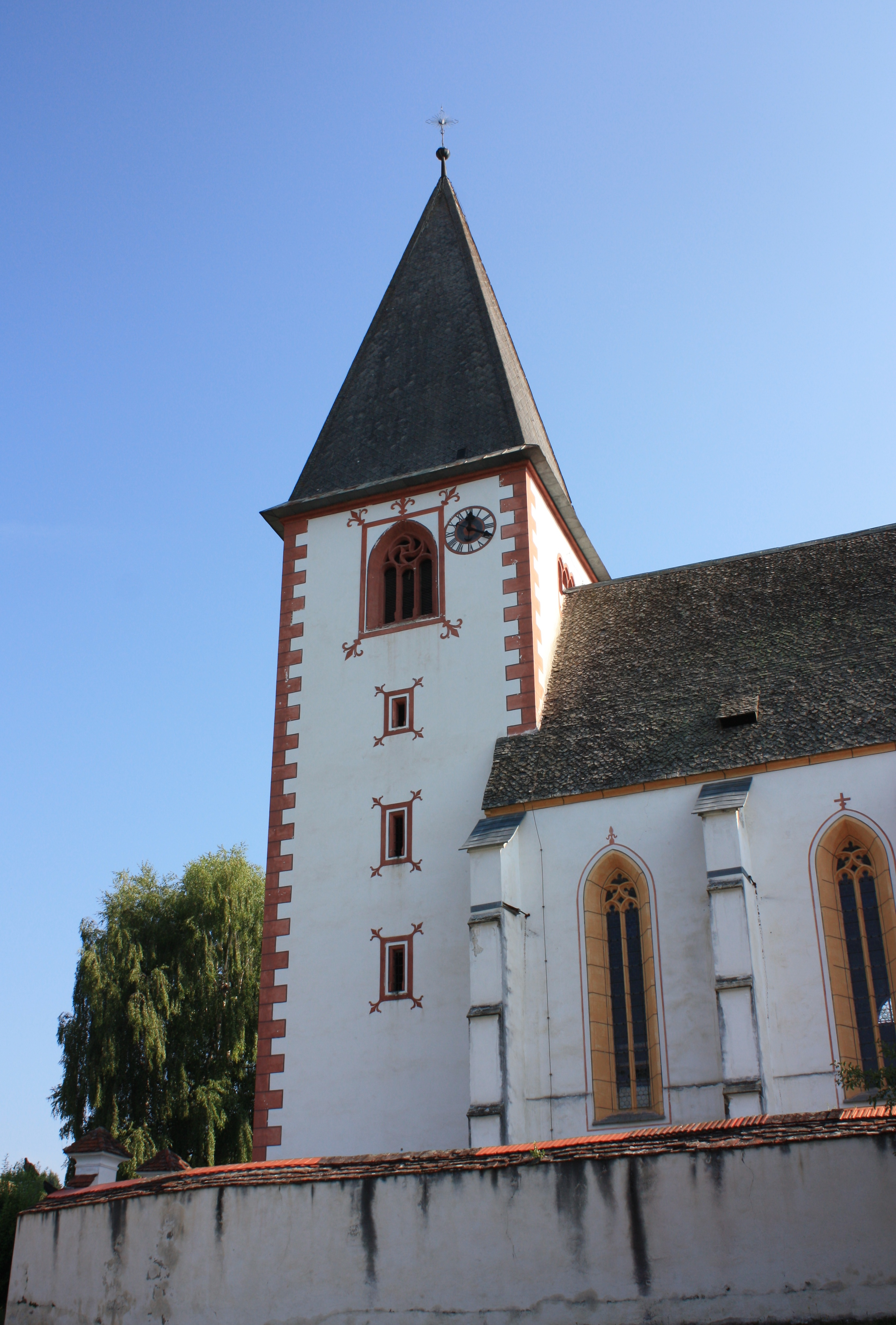
Pfarrkirche Pustritz

Die 1196 erstmals genannte römisch-katholische Pfarrkirche Pustritz trägt das Patrozinium Mariä Heimsuchung. Sie steht auf einem gegen Osten vorspringenden Bergrücken am Südhang der Saualpe in Pustritz in der Gemeinde Griffen in Kärnten. Die Kirche ist von einer ursprünglich wehrhaften Friedhofsmauer umgeben, die 1856 teilweise abgetragen worden ist.

## Baubeschreibung
Die in den Mauern des Langhauses noch romanische Kirche ist im Wesentlichen durch den von 1430 bis 1500 spätgotischen Umbau und Chorneubau geprägt. Weitere Umgestaltungen erfolgten im Barock sowie 1856. Der vorgestellte Westturm mit Pyramidenhelm besitzt dreiteilige, gotische Schallöffnungen, die zum Teil Maßwerk aufweisen. Eine Glocke goss 1611 Georg Fiering. Das Langhaus wird von vierstufigen, der Chor von dreistufigen Strebepfeiler gestützt, der nordwestliche Strebepfeiler ist in gotischen Minuskeln mit 1430 bezeichnet.
Die zweibahnigen Maßwerksfenster am Chor weisen profiliertes Gewände sowie verkröpftes und verstäbtes Sohlbankgesims auf. An der Chornordseite ist eine spätgotische Sakristei, an der Langhausnordseite eine barocke Kapelle vom Ende des 17. Jahrhunderts angebaut. Der Chor und das Langhaus werden von einem einheitlichen Steinplattldach gedeckt. Das Portal zur Turmvorhalle und das Westportal sind mit reich profilierten, spitzbogig schließenden Gewänden geschmückt. Das Sternrippengewölbe auf Kopfkonsolen in der Vorhalle zeigt am Schlussstein das Lamm Gottes.
Über dem dreijochigen Langhaus ruht eine nachbarocke Stichkappentonne auf breiten Putzlisenen von 1854. Die Westempore stammt aus derselben Zeit. Der zweijochige Chor mit Dreiachtelschluss ist in der Achse gegenüber dem Langhaus nach Süden verschoben. Die Rippen des Netzsternrippengewölbes überschneiden sich mehrfach und laufen an den Wänden an. Ein um 1520 entstandenes, spätgotisches rundbogiges Portal mit verstäbter Rahmung und spätgotischen Türbeschlägen führt in die netzrippengewölbte Sakristei. Über der kielbogenbekrönten Lavabonische an der Chorsüdseite ist das Wappen des St. Pauler Abtes Jöbstl von Jöbstlberg angebracht. Daneben befindet sich eine Sakramentsnische. Diese besteht aus einem steinernen Renaissancewandtabernakel mit Pilasterrahmung und Lunettenbekrönung und ist am Balusterfuß mit 1523 bezeichnet. Das Relief zeigt die Verkündigung an Maria. Seitlich der Sakramentsnische sind die heiligen Andreas und Barbara, in der Lunette ein Schmerzensmann zu sehen. Neben der Lunette stehen die Figuren der Apostelfürsten Petrus und Paulus sowie darüber der heilige Martin. Seitlich ist das Relief des knienden Stifters Peter Strasnick angebracht.
Die spätgotischen Wandmalereien an der Langhausnordwand von 1480 stellen in Bordürenrahmung die Ölbergszene und den Judaskuss dar. Die Deckengemälde mit der Himmelfahrt Mariens und der Verklärung Christi malte 1855 Primus Haberl.

## Einrichtung
Der Hochaltar wurde vom St. Pauler Abt Hieronymus Marchstaller in Auftrag gegeben und erst fünfzig Jahre später unter Phillipp Rottenhäusler (1661–1677), dessen Wappen den Altar ziert, vollendet. Der Altar mit Opfergangsportalen und gedrehten, vertikal geschlitzten Säulen füllt den Chor in Höhe und Breite aus und trägt eine spätgotische Madonna vom Ende des 15. Jahrhunderts, die mit barockem Szepter, Krone und Strahlenkranz versehen wurde. Die weiteren Figuren im Hauptgeschoß sind eine Anna selbdritt, Johannes der Täufer sowie die heiligen Benedikt und Scholastika. Im Aufsatz wird die Statue der heiligen Katharina flankiert von den Heiligen Valentin, Jakobus, Zacharias und Barbara. Über den Opfergangsbögen stehen auf Podesten die Tonfiguren der Madonna und der heiligen Barbara.
Der linke Seitenaltar vom Anfang des 18. Jahrhunderts trägt die Skulptur des heiligen Valentin und zeigt im Oberbild denselben sowie am Predellabild das Martyrium des heiligen Erasmus.
Der um 1650 entstandene rechte Seitenaltar mit bemerkenswerter Katharinenfigur besteht aus einer Ädikula auf kleinem Sockel und einer Monstranz zwischen Voluten als Aufsatz und ist am Sockel, an den Voluten und seitlichen Ohren mit einfachem Knorpelwerk verziert. Das Altarblatt des Seitenkapellenaltars von 1694 zeigt eine Pietà mit Landschaft mit Kirchen, darunter Pustritz, im Hintergrund. Die seitlichen Statuen stellen die heiligen Benedikt und Scholastika dar, darunter steht ein heiliger Leonhard.
An der Brüstung der Kanzel aus dem dritten Viertel des 18. Jahrhunderts ist die gemalte Darstellung des heiligen Paulus zu sehen, an der Kanzelrückwand der Sämann. Den Abschluss des Schalldeckels bilden die Gesetzestafeln im Strahlenkranz.
Auf Konsolen steht eine barocke Kreuzigungsgruppe aus der Mitte des 18. Jahrhunderts. Ein weiteres Kruzifix mit Maria und Johannes ist mit 1620 bezeichnet. Die Konsolfigur des Apostels Andreas entstand um 1500.
Das Leinwandepitaph der Familie Prödl von 1595 zeigt die Auferweckung des Lazarus. Ein Votivbild ist mit 1707 bezeichnet.